# مگان کالمو
مگان کالمو (انگلیسی: Megan Kalmoe؛ زادهٔ ۲۱ اوت ۱۹۸۳) ورزشکار روئینگ اهل ایالات متحده آمریکا است.
وی در مسابقات کشوری و بین‌المللی در مجموع برندهٔ ۱ مدال طلا، ۳ مدال نقره، ۱ مدال برنز شده‌است.